# Enciclopedia de China
La Enciclopedia de China (en idioma chino, 中国大百科全书, pinyin, Zhōngguó Dà Bǎikē Quánshū) cuya redacción se inició en 1978, es la primera enciclopedia moderna en chino, publicada por la Encyclopaedia of China Publishing House. Consta de 74 volúmenes, con más de 80.000 entradas. Está ordenada por materias, hasta un número de 66, y con algunas materias ocupando más de un volumen, y dentro de cada materia, con las entradas ordenadas en pinyin como muchos diccionarios chinos modernos. El último volumen apareció en 1993. 